# Eugène Rostand
Pour les autres membres de la famille, voir Famille Rostand.
Pour les articles homonymes, voir Rostand.
Eugène Rostand, né à Marseille (Bouches-du-Rhône) le 23 juin 1843 et mort à Cambo-les-Bains (Pyrénées-Atlantiques) le 20 janvier 1915, est un avocat, financier, homme de lettres et économiste français.

## Biographie

### Famille et enfance

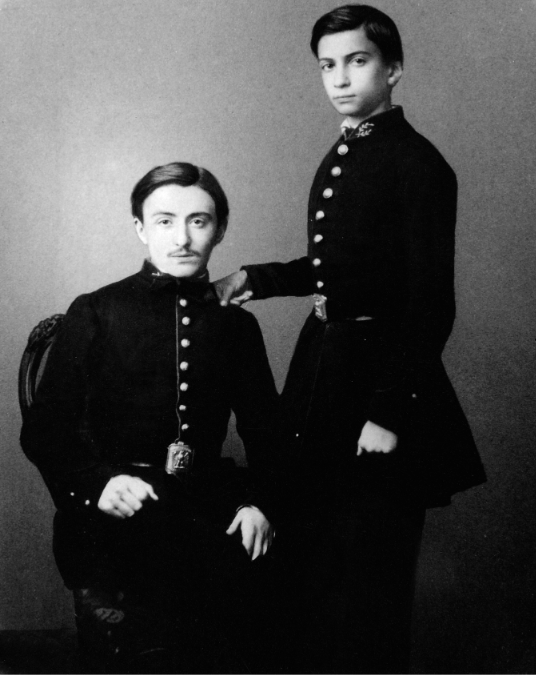
Les frères Alexis et Eugène Rostand, au lycée de Marseille.

Joseph Eugène Hubert Marans Rostand est le petit-fils de l'homme d’affaires Alexis-Joseph Rostand et le frère d'Alexis Rostand. Marié à Angèle Gayet (descendante de la sœur de l'abbé Barthélemy), il est le père de l’académicien Edmond Rostand et de Juliette Rostand (épouse de Louis Mante), et le beau-père de Pierre de Margerie.

### Carrière
Il devient avocat à Lyon puis à Marseille après la guerre franco-allemande de 1870, et s'occupe de lettres. Il publie divers oratorios et volumes de vers, ainsi qu'une adaptation du poète latin Catulle, distingué par le prix Janin, décerné par l'Académie française.
Délégué à l’instruction publique et aux beaux-arts, il fait adopter l’acquisition du jardin zoologique et obtient l’institution de nouveaux cours sur la peinture et les arts auxiliaires de l’industrie en 1877. Il entreprend également un combat pour la reconnaissance légale du statut associatif à but non lucratif. 
Adjoint au maire de Marseille en 1877, d'opinions bonapartiste, conservateur et libéral, il se présente sans succès à la députation en 1878 à Castellane.
Il devient administrateur de la Caisse d’épargne des Bouches-du-Rhône en 1867, avant d'en prendre la présidence en 1886, qu'il conserve jusqu'à sa mort. Il est membre de la Commission supérieure des Caisses d'épargne.
Il est à l'origine de la fondation du Centre fédératif de Crédit populaire en France, avec Charles Raynerie et Ludovic de Besse, dont il prend la présidence. Il est président du Congrès de Crédit populaire et agricole de 1889 à 1900, ainsi que de la Banque populaire de Marseille, dont il prend part à la création pour escompter le papier des petits commerçants.
Il devient également administrateur de la Société marseillaise de crédit, des Docks de Marseille, de la Société immobilière de Marseille, de la Compagnie générale parisienne de tramways et de la Société des grands travaux de Marseille.
Il dirige le Journal de Marseille, dont l’âme est son beau-père, l'armateur Jules Gayet.
Préoccupé par les problèmes sociaux avec Jules Charles-Roux, il devient président-fondateur de la Société des habitations salubres et à bon marché de Marseille et de l'Assistance par le travail de Marseille, président du Comité départemental des habitations à bon marché des Bouches-du-Rhône, fondateur de Pierre du Foyer, de la Société de Crédit Immobilier, des Caisses de Crédit agricole et autres jardins ouvriers, membre du Conseil supérieur des habitations à bon marché, du Conseil supérieur de la mutualité, du Conseil supérieur des Sociétés de Secours mutuels et du comité de l’Alliance coopérative internationale.
Président de l'Académie des sciences, lettres et arts de Marseille (1886) et de la Société d'économie sociale, il est élu membre de l'Académie des sciences morales et politiques en 1898.

## Principales publications
- Ébauches, 1865
- La Seconde page, 1866

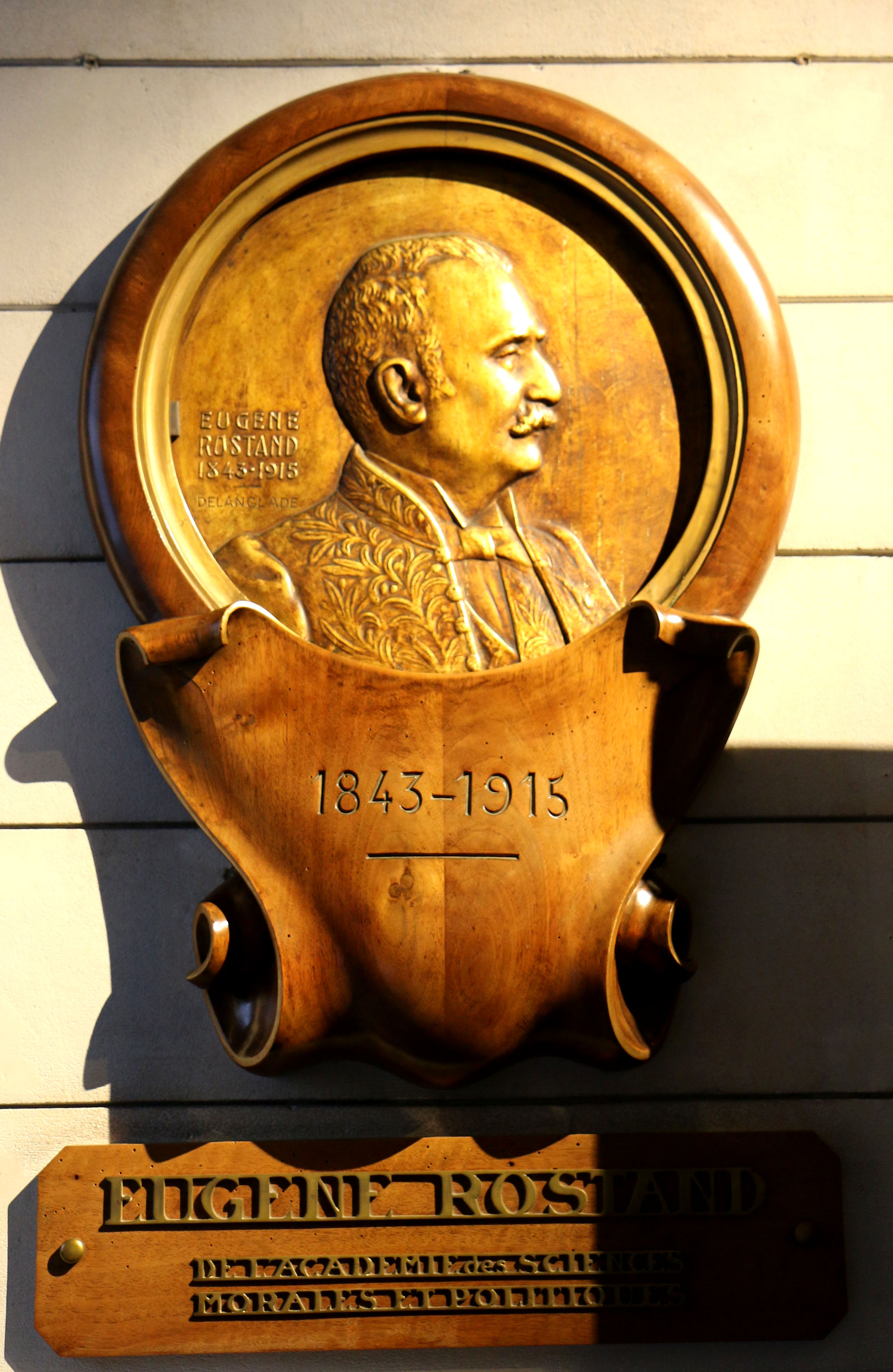

- Ruth d'après la Bible, oratorio en 3 parties, piano et chant, avec Alexis Rostand, 1872
- Poésies simples, 1874
- Les Poésies de Catulle, traduction en vers français, 2 vol., 1879-1890

- Prix Jules-Janin 1880 de l’Académie française
- Les Sentiers unis, 1885
- Les Questions d'économie sociale dans une grande ville populaire (étude et action), avec une statistique des institutions de prévoyance et de philanthropie à Marseille, 1889 Texte en ligne
- Une visite à quelques institutions de prévoyance en Italie, 1891 Texte en ligne
- La Réforme des caisses d'épargne françaises, 2 vol., 1891
- L'Action sociale par l'initiative privée, avec des documents pour servir à l'organisation d'institutions populaires et des plans d'habitations ouvrières, 4 vol., 1892-1907
- Les Solutions socialistes et le fonctionnarisme, 1896 Texte en ligne
- Le Concours des caisses d'épargne au crédit agricole, applications à l'étranger et modes pratiques de réalisation en France, 1897

## Distinctions
- Officier d'académie
- Officier de la Légion d'honneur (1900)
- Grand officier de l'ordre de la Couronne d'Italie